# Трети конгрес на Съюза на македонските емигрантски организации
Третият редовен конгрес на Съюза на македонските емигрантски организации е проведен между 14 и 17 февруари 1925 година в София.

## История
Първото заседание е открито тържествено от председателя на Националния комитет Владимир Кусев, а за временно бюро са избрани най-стария делегат Благой Димитров и за секретари Кръстю Велянов и Колищърков. На заседанията присъстват делегати от 106 братства, 36 (122 делегати) от които от столицата и 108 делегати от провинцията. На второто заседание е избрана постоянна комисия на конгреса в състав Йордан Мирчев от Варна (председател), Панчо Тошев от Кюстендил и Владимир Карамфилов от Пазарджик за подпредседатели, Филип Николов и Спиро Константинов за квестори. До края на заседанието се избират ръководства на няколко комисии, прочитат се поздравителни телеграми и се посрещат различни гости. На втория ден заседанията продължават с даване отчети на НК за изминалата година. Последва пауза, през която присъстващите отиват на погребението на проф. Никола Милев, а след това започва четвъртата сесия с дебати по отчета.
На следващия ден разискванията продължават. Значителна реч произнася Наум Томалевски. На второто заседание за деня продължават дебатите по отчета, след което е приета резолюция за дейността на съюза. На последното заседание от 17 февруари с явно гласуване е избрано новото ръководство в състав Константин Станишев (председател), Велко Думев, Димитър Янев, Спиро Константинов, Лазар Киселинчев, Наум Якимов, Никола Габровски, Георги Кондов, Христо Попантов, Манол Димитров, Петър Ачков и Кръсто Теодосиев. Запасни членове са Кирил Христов, Лазар Томов и Иван Нелчинов, а в контролната комисия влизат Благой Димитров, Иван Хаджиниколов и Никола Гацев със запасни членове Стефан Траянов и Стефан Бидиков.